# Hochschwung
Der Hochschwung ist ein 2196 m ü. A. hoher Berg in den Rottenmanner und Wölzer Tauern. Er liegt an der Grenze zwischen den Gemeinden Rottenmann und Pölstal am Hauptkamm der Rottenmanner Tauern.

## Routen
Markierte Wege führen auf den Hochschwung sowohl aus der Gulling als auch aus dem Bretsteingraben.
Die Gehzeit beträgt für beide Varianten etwa 2–3 Stunden. Beide Anstiege sind unschwierig.
Über den Gipfel führt auch der Zentralalpenweg, ein österreichischer Weitwanderweg von Hainburg an der Donau nach Feldkirch.